# Abing

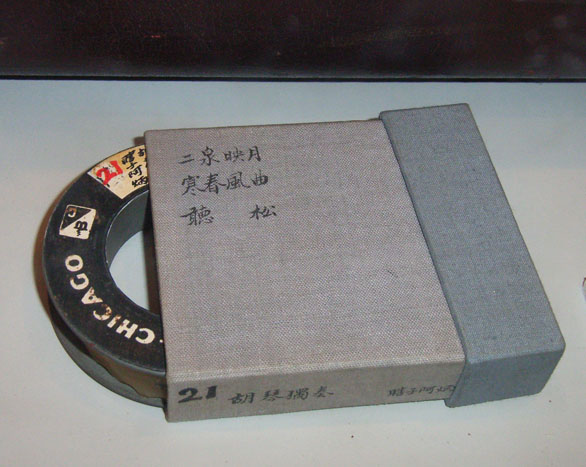
Un rollo de grabaciones de alambre, de la única colección existente de grabaciones de la música de Abing

Abing (Chino: 阿炳; pinyin: Ābǐng; 17 de agosto de 1893–4 de diciembre de 1950), nacido como Hua Yanjun (chino simplificado: 华彦钧; chino tradicional: 華彥鈞; pinyin: Huà Yànjūn), fue un músico chino ciego especializado en el erhu y la pipa.

## Biografía
Abing nació el 17 de agosto de 1893, en la ciudad oriental china de Wuxi de Hua Qinghe, quién era un sacerdote taoísta. Su madre era viuda, y su matrimonio en segundas nupcias con un sacerdote fue resentido por su familia; quedó deprimida y murió un año después de que Abing naciera. Abing fue criado en su familia extensa hasta los ocho años, cuándo se fue a vivir con su padre en su templo. Abing era el nombre utilizado por su familia. Se le fue dado el nombre oficial de Hua Yanjun en ese entonces y fue enviado a la escuela.
El padre de Abing era capaz de tocar varios instrumentos musicales y música religiosa taoísta. Su padre lo entrenó para tocar los tambores a los 10 años. Abing empezó a aprender a tocar el dizi a los 12 años, y después el erhu, llevando a cabo un riguroso conjunto de entrenamientos, como tocar la flauta con pesos adjuntos en la salida de la flauta para aumentar la fuerza de su muñeca. A los 17 años, Abing tocó por primera vez en ceremonias religiosas, y ganó aclamo por su talento musical, presentación, y voz.
En 1914, tras la muerte de su padre, Abing quedó a cargo del templo junto con su primo. Sin embargo, malos manejos en el templo, y una adicción al opio, llevaron a Abing a la pobreza. A los 34 años, contrajo la sífilis y fue perdiendo progresivamente la vista en ambos ojos. Quedó vagabundo, ganándose la vida como músico callejero itinerante. En 1939, se casó con Dong Cuidi(董催弟), una aldeana viuda en Jiangyin.
Después de casarse, Abing empezó a tocar cada tarde en una plaza pública en Wuxi. Se volvió famoso por incorporar temas del momento a su música y canciones, especialmente la guerra con Japón. Después de tocar, caminaba por las calles de la ciudad, tocando el erhu. Este fue un periodo de prolificidad para Abing, y su composición más famosa, Erquan Yingyue, era tocada en este periodo.
Después de que los japoneses tomaran control de Wuxi, Abing viajó a Shanghái, mientras que su mujer volvió a su aldea natal. En Shanghái, Abing tocaba música para una compañía de ópera kunqu. En 1939,  regresó a Wuxi y volvió a su antigua rutina. Sin embargo, sus comentarios sobre temas de actualidad combinados con su música empezaron a irritar a las autoridades, y después de 1945 se le prohibió cantar sobre noticias en su sitio habitual. En 1947, Abing padeció un caso grave de enfermedad al pulmón. Dejó de tocar, y empezó a ganarse la vida reparando huqins.
En el verano de 1950, dos profesores del Conservatorio Central de Música, Yang Yinliu y Cao Anhe, ambos nativos de Wuxi, viajaron a Wuxi para grabar a Abing. Para ese entonces, Abing no había tocado en casi tres años. Después de tres días de práctica, y en dos sesiones, tres piezas de erhu y tres piezas de pipa fueron grabadas. Sin embargo, la pieza favorita de Abing, Meihua Sannong, no pudo ser grabada cuándo el equipo se quedó sin espacio de grabación.
La grabación le trajo un amplio aclamo a Abing, y en septiembre se le ofreció un puesto como profesor en el Conservatorio Central de Música. Sin embargo, para ese entonces Abing se encontraba demasiado enfermo como para aceptar, y falleció pocos meses después el 4 de diciembre de 1950. Fue enterrado en el cementerio del templo donde nació. Su mujer también falleció tres meses después. 

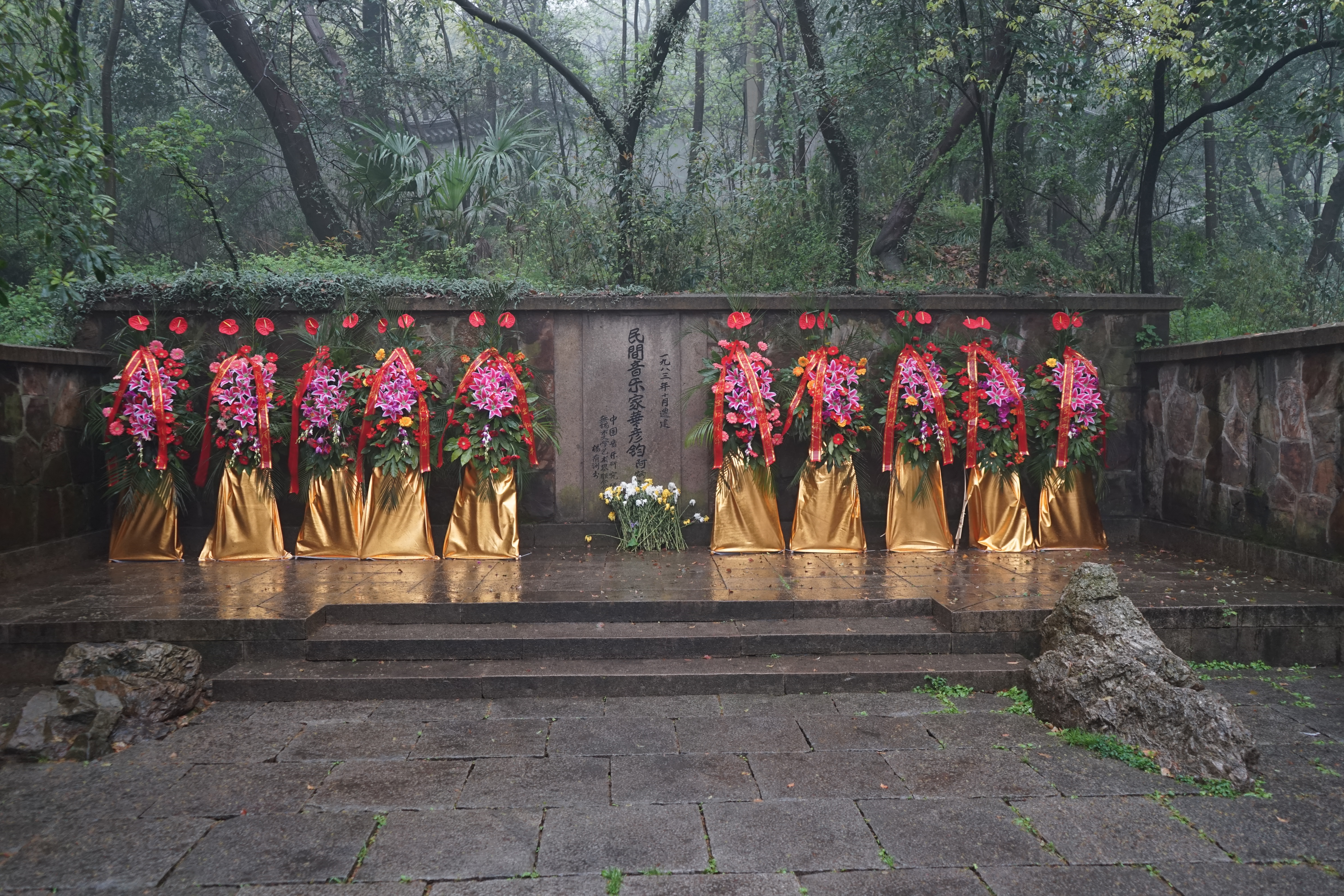
Tumba de Abing en el Parque Xihui

## Influencia
La pieza más famosa de Abing se llama Erquan Yingyue (二泉映月, esp.: La reflexión de la Luna en el Segundo Manantial), la cual se llama así por un manantial en Wuxi (el cual es hoy parte del Parque Xihui). Sigue siendo tocada como una pieza estándar del erhu, a pesar de que necesita un conjunto especial de cuerdas que poseen un tono más bajo que las cuerdas normales del erhu.
Sólo fue grabado muy tarde en su vida, pero a pesar de la escasez de documentación de su música, es no obstante considerado como uno de los músicos chinos más importantes del siglo XX.
Sus piezas más conocidas, como Erquan Yingyue, se han vuelto clásicos de la música erhu y pipa china.
Su música puede ser escuchada en The Norton Recordings, novena edición.
La casa de la familia de Abing en Wuxi fue destruida por una inundación en 1991, pero fue reconstruida en 1993 y es ahora un monumento a Abing y su música.